# Roger Wortmann
Roger Wortmann  (* 25. November 1968 in Salzburg als Rüdiger Wolfgang Schrattenecker) ist ein österreichischer Schriftsteller, Regisseur, Szenograph und On-Air-Promotion-Spezialist.

## Leben
Wortmann wurde 1968 in Salzburg geboren und wuchs in der Stadt auf. Dort schloss er das Akademische Gymnasium mit Matura ab und absolvierte eine Ausbildung im Bereich Marketing, in dem er ab 1993 tätig war. Im Jahr 1996 begann er mit dem Studium an der Fachhochschule Salzburg und diplomierte 2000 in der Meisterklasse TV- und Filmproduktion. Als Diplomarbeit gestaltete er den Auftritt Enter4Elements des Landes Salzburg im Österreichpavillon der Expo 2000 in Hannover.
Größere Bekanntheit erlangte Wortmann durch die Formatentwicklung der neunteiligen Feuilleton-Serie „Interface“ im Rahmen der Sende-Reihe kunst-stücke des ORF und deren Umsetzung als Autor und Regisseur sowie für die Szenographie der Jahrespräsentation des News/TV-Mediaverlages mit dem Titel „Theseusmaschine“. Basierend darauf erfolgte die Berufung als Fachbereichsleiter für Medienästhetik an die FH-Salzburg am Studiengang IDTV (später DTV/MMT), für die Wortmann das Vorlesungsmodul Medienästhetik und visuelle Kommunikation entwickelte.
Parallel zu seiner akademischen Lehrtätigkeit konzipierte in Kooperation mit den Produktionshäusern „Moonlake Entertainment“ und „Aikon MT“ Live-Events in Österreich, Deutschland und den USA, darunter „Human Waves“, eine Charity-Gala zugunsten der „Peter Ustinov Stiftung“ im Rahmen der „Wörthersee-Festspiele 2004“. 2007 folgte ein Engagement im Rahmen der Konzeption des F1-X-Entertainmentparks in Dubai.
Ab 2008 erstellte er Drehbücher für Werbeclips des Energydrink-Herstellers Red Bull. Im September 2009 wurde er mit dem Aufbau der OnAirPromotion-Abteilung für das Projekt „Red Bull TV Global“ betraut. Bis Oktober 2018 fungierte er als Executive Producer für die entsprechenden Abteilungen im RB-Mediahouse in Salzburg-Wals und in Santa Monica. In dieser Zeit war er für über 6000 Trailer-Produktionen verantwortlich, die unter anderem mit zwei silbernen und einem bronzenen „Promax-BDA Global Excellence Awards“ und fünf goldenen, fünf silbernen und vier bronzenen „Eyes and Ears of Europe Awards“ ausgezeichnet wurden.
2019 veröffentlichte er seinen Politthriller Operation Babel.

## Veröffentlichungen
- Operation Babel. Thrill:Reaktor, St. Georgen i. A. 2019, ISBN 978-3-7645-0445-8